# Det stumma rummet
Det stumma rummet (originaltitel: Det stumme rommet) är en roman från 1983 av den norska författaren Herbjørg Wassmo. Boken är den andra i Tora-trilogin. Den första delen är Huset med den blinda glasverandan (1981) och den avslutande delen är Hudlös himmel (1986).